# 剪定

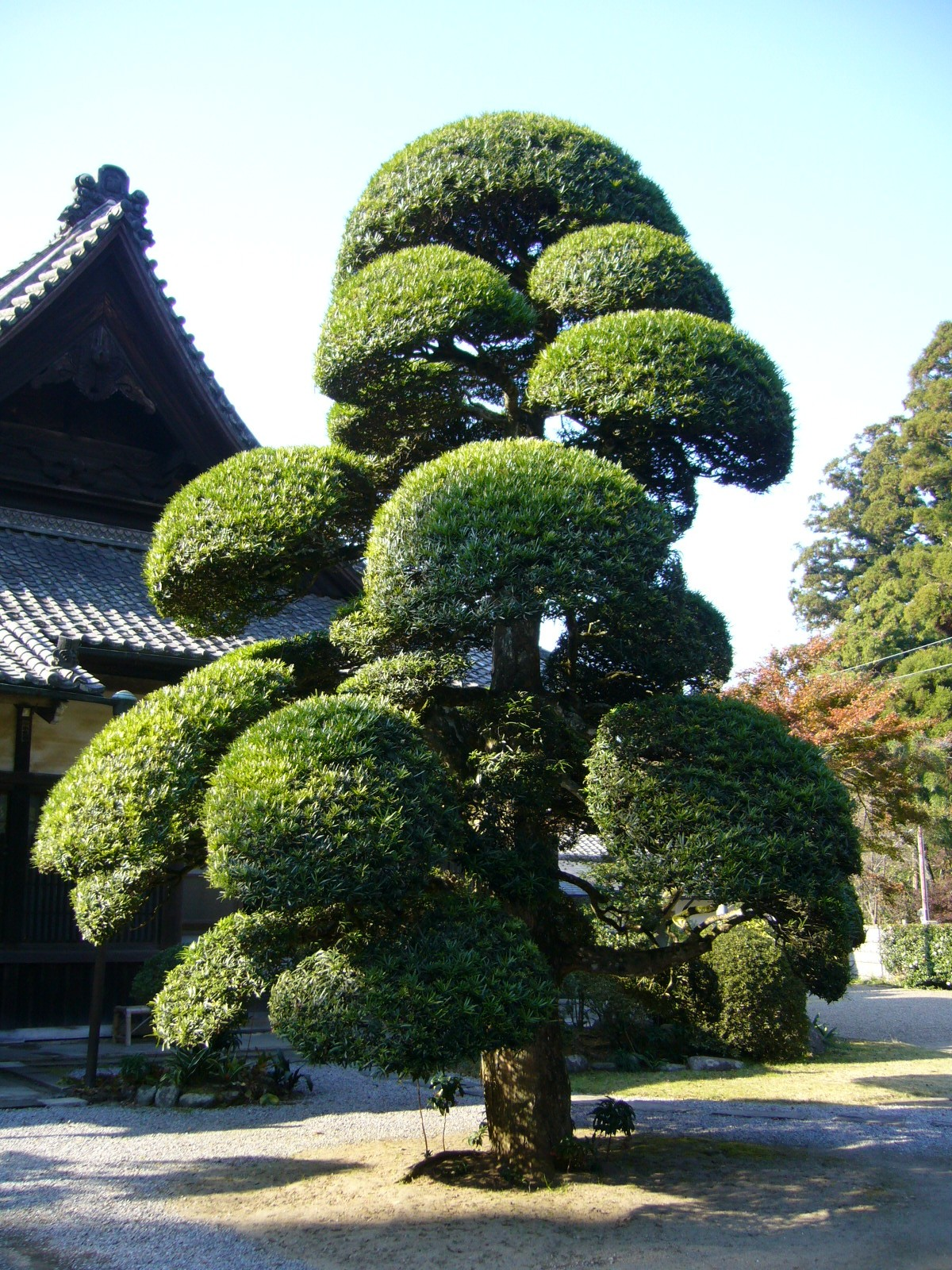
玉散らし

剪定（せんてい）とは、樹木の枝を切り、形を整えたり、風通しを良くすること。

## 剪定の目的

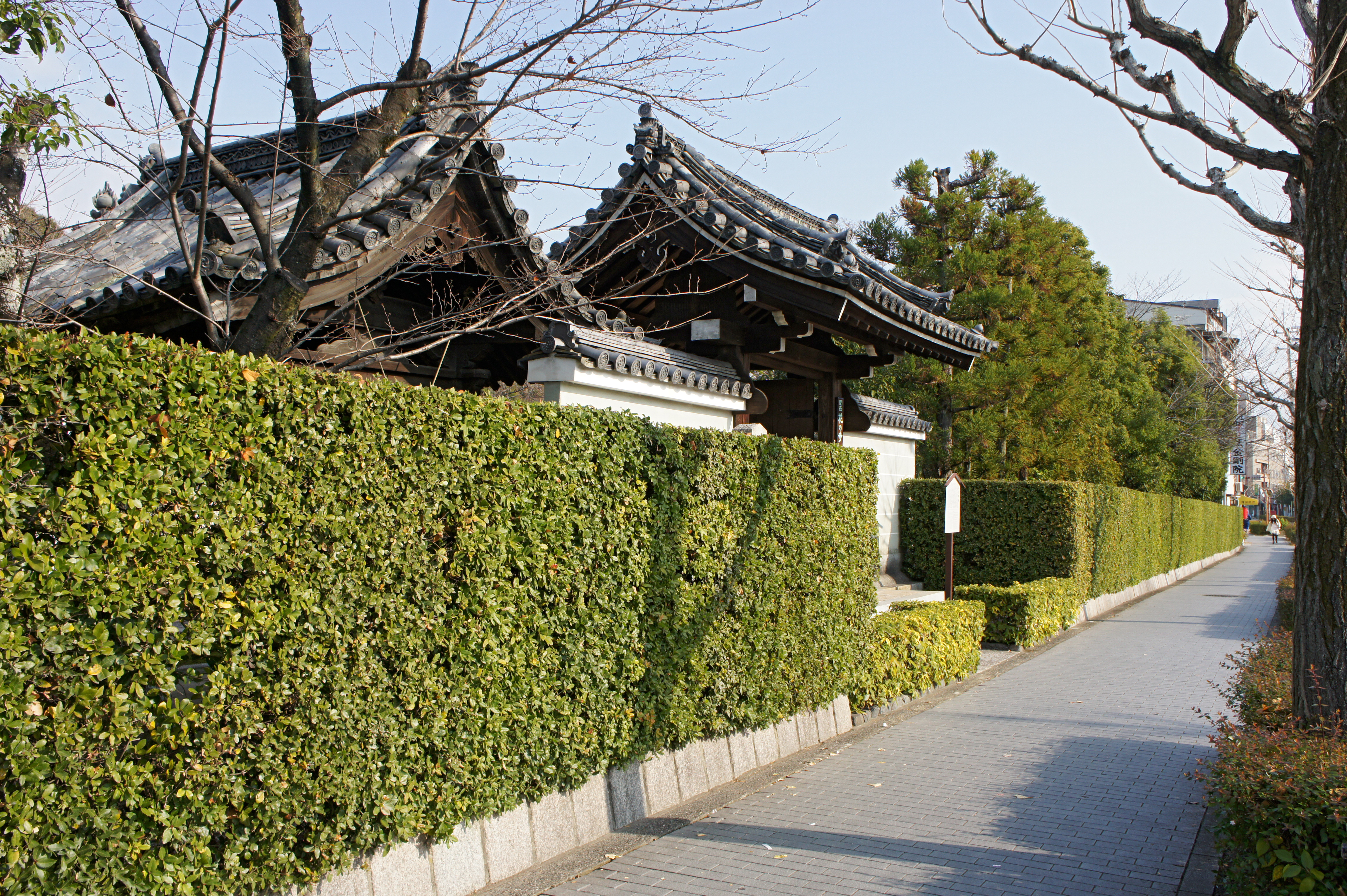
ウバメガシの生垣 （法金剛院）

剪定は目的によって整姿剪定と整枝剪定に分けられる。
整姿剪定
風害による倒木や病害虫の防除を目的とする剪定。
冬期に剪定した枝から萌芽した枝の密度を調整したり、乱れた樹冠を整えて風通しを良くして病害虫を防ぐもので、主に夏期に行われ「夏期剪定」あるいは「軽剪定」と呼ぶこともある。
整枝剪定
枝を整えることを主な目的とする樹形の骨格を作るための剪定。
落葉樹などでダメージを避けるために、休眠期にあたる冬期に枝のバランスを整えて樹木全体の骨格を作るもので、主に冬期に行われ「冬期剪定」あるいは「基本剪定」と呼ぶこともある。ただし、寒さに弱い暖地性の樹種の場合は春先に行うこともある。
なお、緑化樹の樹冠を刈って小さくする作業を刈り込みといい区別することがある。

## 剪定の手法
剪定は自然樹形を原則とする。枝着きは前後左右で平等になるようにし、互生枝を作るようにする。

### 不要枝の剪定

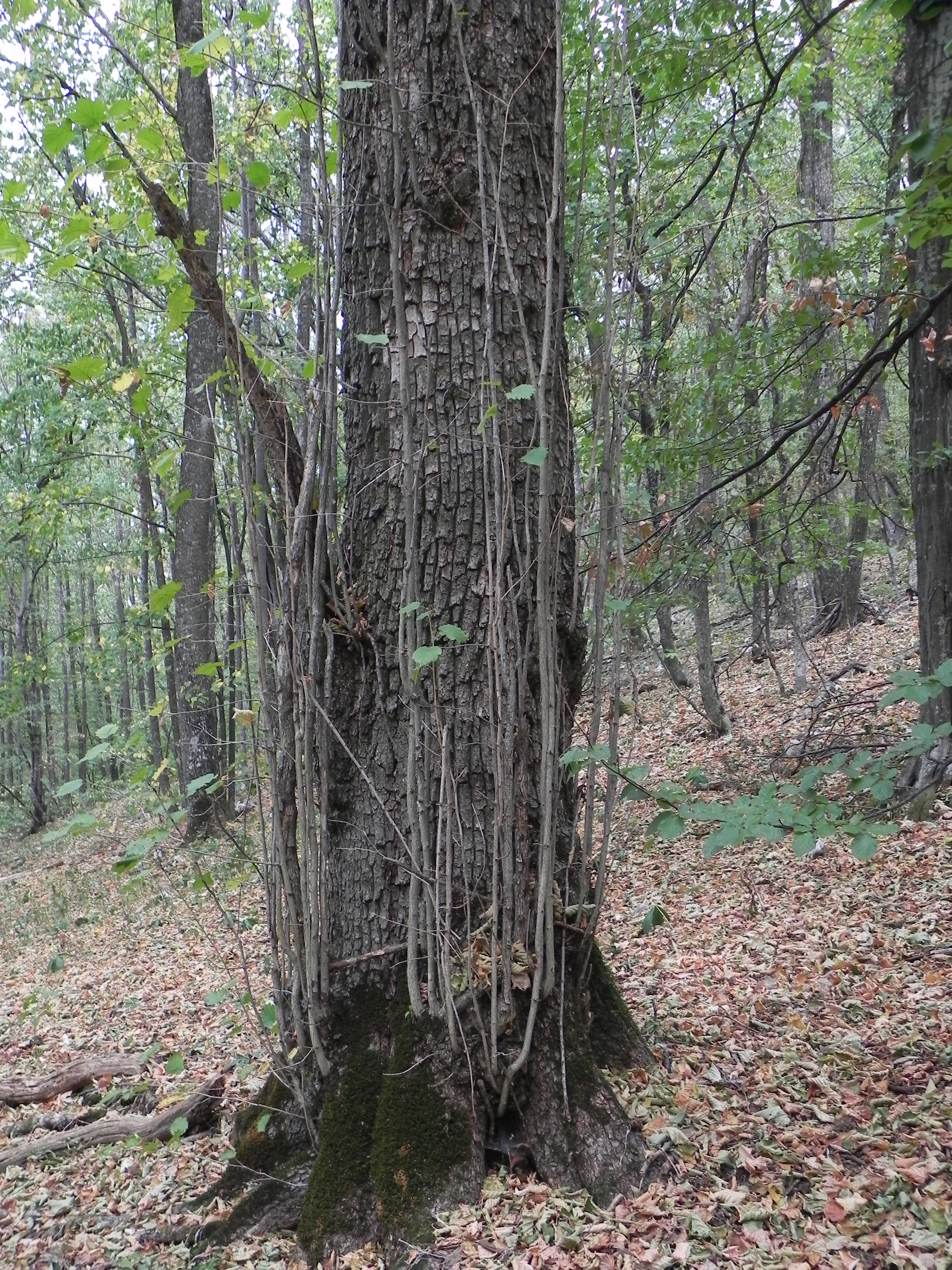
ひこばえ

枯れ枝、平行枝、からみ枝、ふところ枝、徒長枝、逆さ枝、胴吹き、ヤゴ（ひこばえ）などの不要枝を除去する。
- 枯れ枝 - 枯死した枝[2]。
- 平行枝 - 同じ方向に上下に並ぶ枝（単調な印象を与える）[2][3]。
- からみ枝（交差枝） - 他の枝に絡むように伸びる枝[2][3]。
- ふところ枝 - 樹冠の内部の副主枝よりも内側にある弱小な枝（採光や通風の妨げとなる）[2][3]。
- 徒長枝 - 本年生枝や前年生枝のうち勢いが極端に強く長い枝（軟弱で樹形を乱すおそれがある）[2][3]。
- 逆さ枝 - 樹の下部や内側に向かって伸びる枝（樹形を乱すおそれがあるため剪定されるが、マツやウメなどでは意図的に残す場合もある）[2][3]。
- 胴吹き - 幹から直接発生した小枝（樹形を乱すおそれや幹の生育に影響するおそれがある）[2][3]。
- ヤゴ（ひこばえ） - 根元や地中の根から直接発生した小枝（樹形を乱すおそれや幹の生育に影響するおそれがある）[2][3]。

### ナチュラルターゲットカット
ブランチバークリッジ（幹と枝の間の筋の部分）とブランチカラー（枝の基部の膨らんだ部分）の間で切り落とす方法をナチュラルターゲットカットという。

### CODIT論（バークリッジ剪定法）

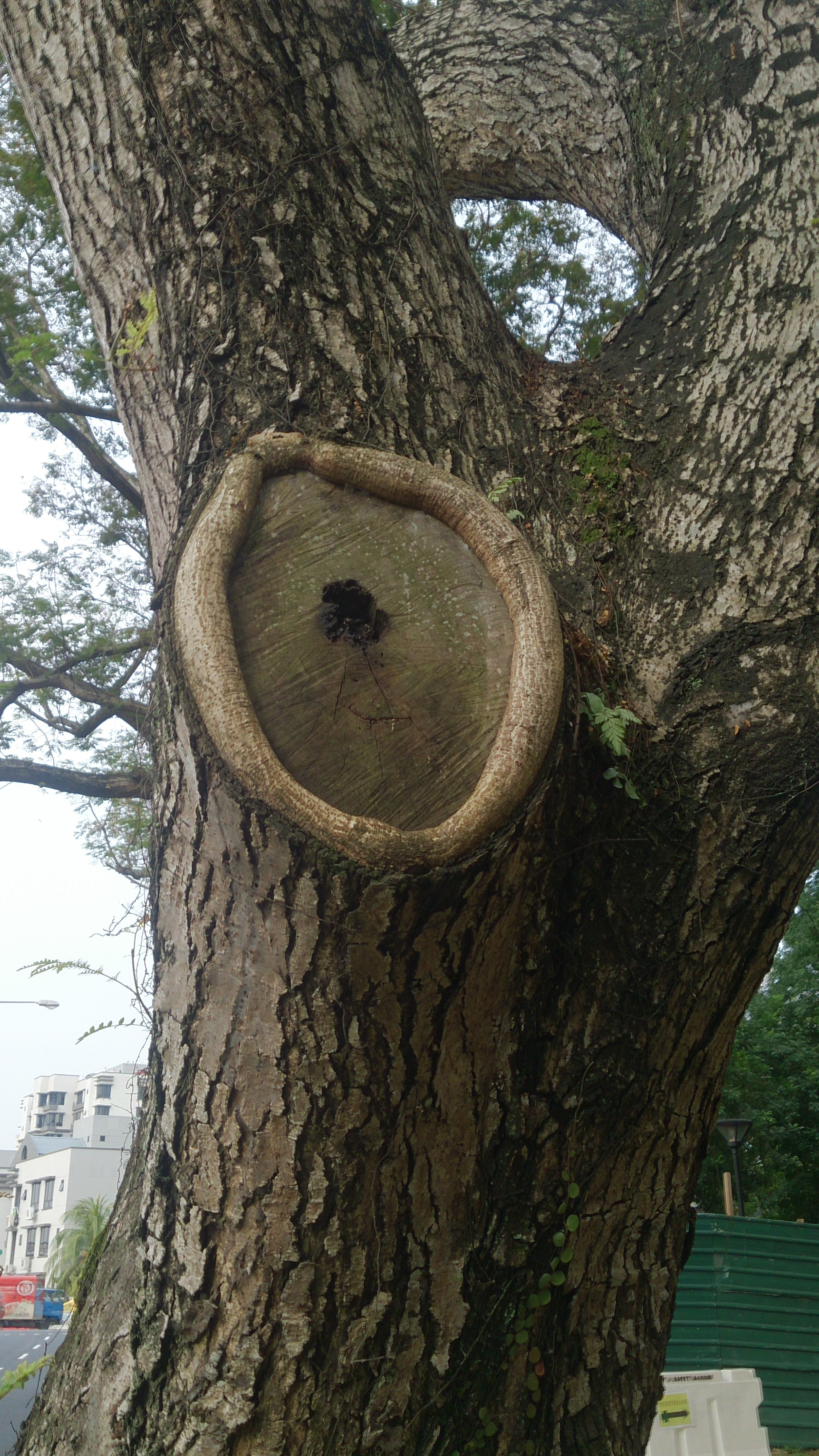
カルスが巻かれた切り口

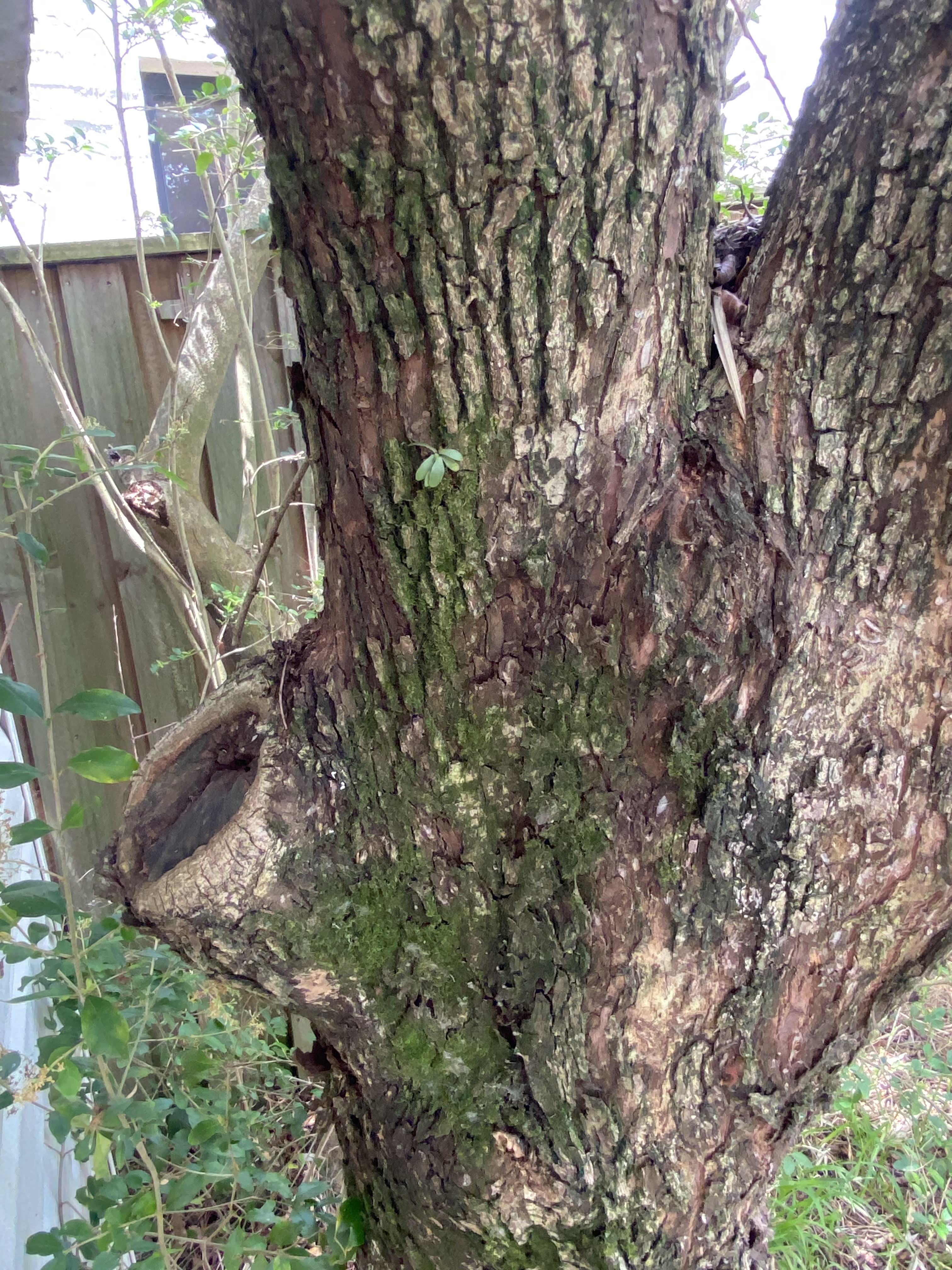
ブランチカラーを残して根元から切る

脇枝や葉を残しカルスが巻かれる剪定。バークリッジ、ブランチカラーは傷つけないようにする。

### Reduction と Raising
日本では，樹高を切り下げ，樹冠全体を縮小させる剪定方法（crown reduction）が，都市部や住宅地で一般的に行われているが，主幹を保持したまま，樹幹下部を剪定し，樹高を切り下げない剪定法（crown raising）のほうが，安定した樹勢が得られるという研究もある。

## 果樹の剪定
果樹剪定は隔年結果を抑えることによる生産の安定化、栽培管理作業の能率化、通風や採光を良くすることによる果実の充実、気象に耐えうるような樹の育成、土地の効率的利用などを目的に行われる。

### 整枝法
ウメ、モモ、カキ（富有柿）、ミカンは開心形や開心自然形、クリ、カキ（西条柿）、リンゴ、サクランボは主幹形や変則主幹形が本来の性質にあった樹形とされ、これにあわせて剪定する。

### 剪定法
果樹の剪定法には切り返し剪定と間引き剪定がある。
- 切り返し剪定 - 枝の途中で切る方法で、先端部を伸ばして骨格となる枝を育てたり、先端部の下垂した枝の回復のための剪定法[3][7]。
- 間引き剪定 - 枝の幹に近い根元を切る方法で、日当たりや作業性を向上させたり、花芽を付けやすくするための剪定法[3][7]。

## 街路樹の剪定
街路樹剪定は道路の機能との調和（緑陰など街路樹の効果の維持、道路利用者の安全の確保など）、樹勢の維持、良好な道路景観の維持などを目的に行われる。

### 整枝法
街路樹の場合には管理目標樹形が設定され、自然樹形を尊重した剪定を行うことが多いが、サルスベリやアメリカデイゴのように枝先に意図的に剪定コブを残す人工樹形のものもある。

### 剪定法
街路樹の剪定法には樹冠を小さくするときなどに行う「切り返し剪定」と間引きを行う「枝透かし剪定」に分けられる。樹は幹に近い部分から、主枝、副主枝、側枝で構成されており、「枝透かし剪定」は主枝を主幹から切り落す「枝おろし剪定」、主枝の一部を間引く「大透かし」、副主枝の一部を間引く「中透かし」、樹冠の枝先の側枝の一部を間引く「小透かし」に分けられる。

## 剪定枝の処分
剪定枝を焼却して火災を起こすケースが相次いでおり、自治体はゴミ回収サービスを強化するなど対策を行っている。